# Atrephes albiluna
Atrephes albiluna là một loài bướm đêm trong họ Noctuidae.